# Orange Caramel
Le Orange Caramel (오렌지 캬라멜?) è stata la prima sotto-unità delle After School, formata da Nana, Raina e Lizzy. Il concept del gruppo è dolce e spensierato.

## Storia

### 2010: Debutto con Magic Girl
Le Orange Caramel debuttarono il 16 giugno 2010, con il singolo “Magic Girl”. Pubblicarono il loro primo mini-album di debutto The First Mini Album il 21 giugno 2010. L'album ebbe un forte successo commerciale, arrivando alla seconda posizione nella Circle Chart e il primo singolo "Magic Girl" alla diciottesima. Il mini-album fu anche pubblicato a Taiwan, nel quale venne incluso una versione in mandarino di The Day You Went Away", che è una cover d Cyndi Wang.
Il 18 novembre 2010, pubblicano The Second Mini Album con prima traccia "A~ing♡." L'album ha raggiunto la posizione 10 nella Gaon Chart e il primo singolo, "A~ing♡", raggiunse la numero 5. Il secondo singolo pubblicato dall'album, “Not Yet…” (Hangul: 아직...), raggiunse la numero 42.
Il 30 marzo 2011, il gruppo pubblica "Bangkok City" come parte del loro progetto "One Asia" project. Il singolo raggiunge la posizione numero 3The single peaked at #3, divenendo così il singolo di maggior successo del gruppo fino a quell momento. Le Orange Caramel continuarono il progetto "One Asia" con la pubblicazione di "Shanghai Romance" il 13 ottobre 2011, la quale raggiunse la posizione 8 nella Gaon Chart. Una versione giapponese  "Shanghai Romance" fu pubblicata come bonus track nell'album di debutto giapponese delle After School, Playgirlz.
Le Orange Caramel debuttarono in Giappone nel settembre del 2012 con la cover di un gruppo del 1970, i Candies, intitolata "My Sweet Devil". Pledis Entertainment ha anche rivelato che dopo la pubblicazione del singolo di debutto giapponese, il gruppo sarebbe ritornato in Corea la settimana seguente per pubblicare il loro primo full-album il 12 settembre 2012, intitolato “Lipstick".

## Formazione
- Raina (라이나) – voce (2010-)
- Nana (나나) – voce (2010-)
- Lizzy (리지) – voce (2010-)

## Discografia

### Discografia coreana
Album in studio
- 2012 – Lipstick

EP
- 2010 – A~ing♡

Singoli
- 2010 – Magic Girl

Singoli digitali
- 2011 – Bangkok City
- 2011 – Shanghai Romance
- 2011 – Funny Hunny
- 2012 – Dashing Through the Snow in High Heels
- 2014 – Catallena
- 2014 – My Copycat

### Discografia giapponese
Album in studio
- 2013 – Orange Caramel

Singoli
- 2012 – Yasashii Akuma
- 2012 – Lipstick / Lamu no Love Song

## Videografia
- 2010 – Magic Girl
- 2010 – A~ing♡
- 2011 – Bangkok City
- 2011 – Shanghai Romance
- 2012 – LIPSTICK
- 2014 – Catallena
- 2014 – My Copycat
- 2014 – The Gangnam Avenue